# وادي سمير (الدقم)
وادي سمير منطقة سكنية تقع في ولاية الدقم، التابعة لمحافظة الوسطى في سلطنة عمان. يقدر عدد سكانها بـ 5 نسمة حسب إحصاء عام 2010 التابع للمركز الوطني للإحصاء والمعلومات الحكومي. رمز المنطقة هو 110331320.

## الوصلات الخارجية
- المركز الوطني للإحصاء والمعلومات، سلطنة عمان